# Libmanan
Libmanan is een gemeente in de Filipijnse provincie Camarines Sur op het eiland Luzon. Bij de laatste census in 2007 had de gemeente bijna 93 duizend inwoners.

## Geografie

### Bestuurlijke indeling
Libmanan is onderverdeeld in de volgende 75 barangays:
| - Aslong - Awayan - Bagacay - Bagadion - Bagamelon - Bagumbayan - Bahao - Bahay - Begajo Norte - Begajo Sur - Beguito Nuevo - Beguito Viejo - Bikal - Busak - Caima - Calabnigan - Camambugan - Cambalidio - Candami - Candato - Cawayan - Concepcion - Cuyapi - Danawan - Duang Niog | - Handong - Ibid - Inalahan - Labao - Libod I - Libod II - Loba-loba - Mabini - Malansad Nuevo - Malansad Viejo - Malbogon - Malinao - Mambalite - Mambayawas - Mambulo Nuevo - Mambulo Viejo - Mancawayan - Mandacanan - Mantalisay - Padlos - Pag-Oring Nuevo - Pag-Oring Viejo - Palangon - Palong - Patag | - Planza - Poblacion - Potot - Puro-Batia - Rongos - Salvacion - San Isidro - San Juan - San Pablo - San Vicente - Sibujo - Sigamot - Station-Church Site - Taban-Fundado - Tampuhan - Tanag - Tarum - Tinalmud Nuevo - Tinalmud Viejo - Tinangkihan - Udoc - Umalo - Uson - Villadima - Villasocorro |

## Demografie
Libmanan had bij de census van 2007 een inwoneraantal van 92.839 mensen. Dit zijn 4.363 mensen (4,9%) meer dan bij de vorige census van 2000. De gemiddelde jaarlijkse groei komt daarmee uit op 0,67%, hetgeen lager is dan het landelijk jaarlijks gemiddelde over deze periode (2,04%). Vergeleken met de census van 1995 is het aantal mensen met 7.502 (8,8%) toegenomen.

De bevolkingsdichtheid van Libmanan was ten tijde van de laatste census, met 92.839 inwoners op 342,82 km², 270,8 mensen per km².